# Ratpenat nasofoliat fuliginós
El ratpenat nasofoliat fuliginós (Hipposideros fuliginosus) viu al Camerun, República Democràtica del Congo, Costa d'Ivori, el Gabon, Ghana, Guinea, Libèria, Nigèria, Sierra Leone i Uganda.
Està amenaçat per la pèrdua del seu hàbitat natural.